# 第71回毎日映画コンクール
第71回毎日映画コンクールは、毎日新聞社やスポーツニッポン新聞社が主催する賞であり、2016年の映画を対象とし、2017年2月15日に神奈川県川崎市のミューザ川崎シンフォニーホールで授賞式が行われた。
『シン・ゴジラ』が日本映画大賞、女優助演賞を含む3冠を獲得し、『この世界の片隅に』も同じく大藤信郎賞、日本映画優秀賞、音楽賞の3冠を獲得した。外国映画ベストワン賞には『ハドソン川の奇跡』が選出された。

## 受賞とノミネート

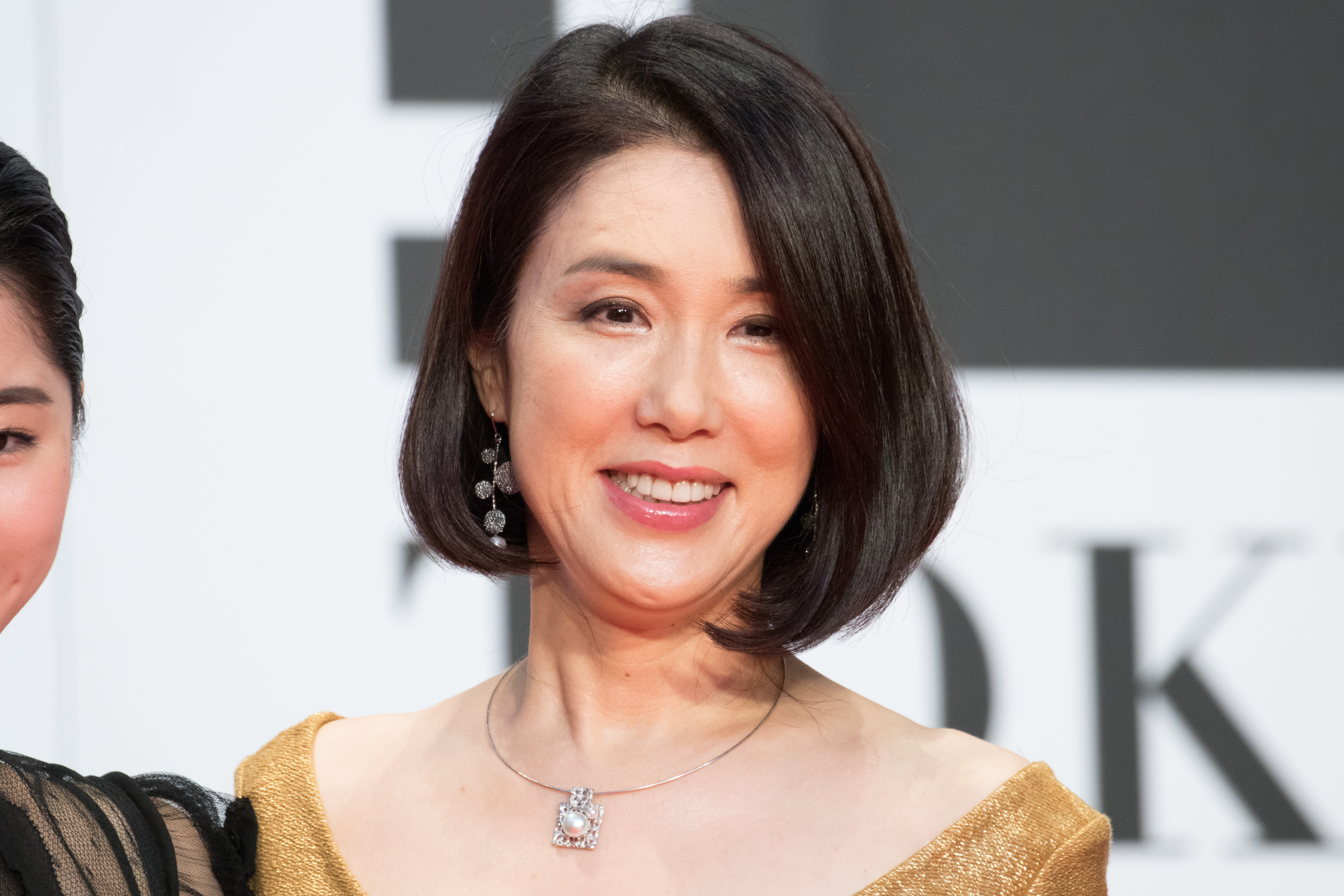
女優主演賞を受賞した筒井真理子

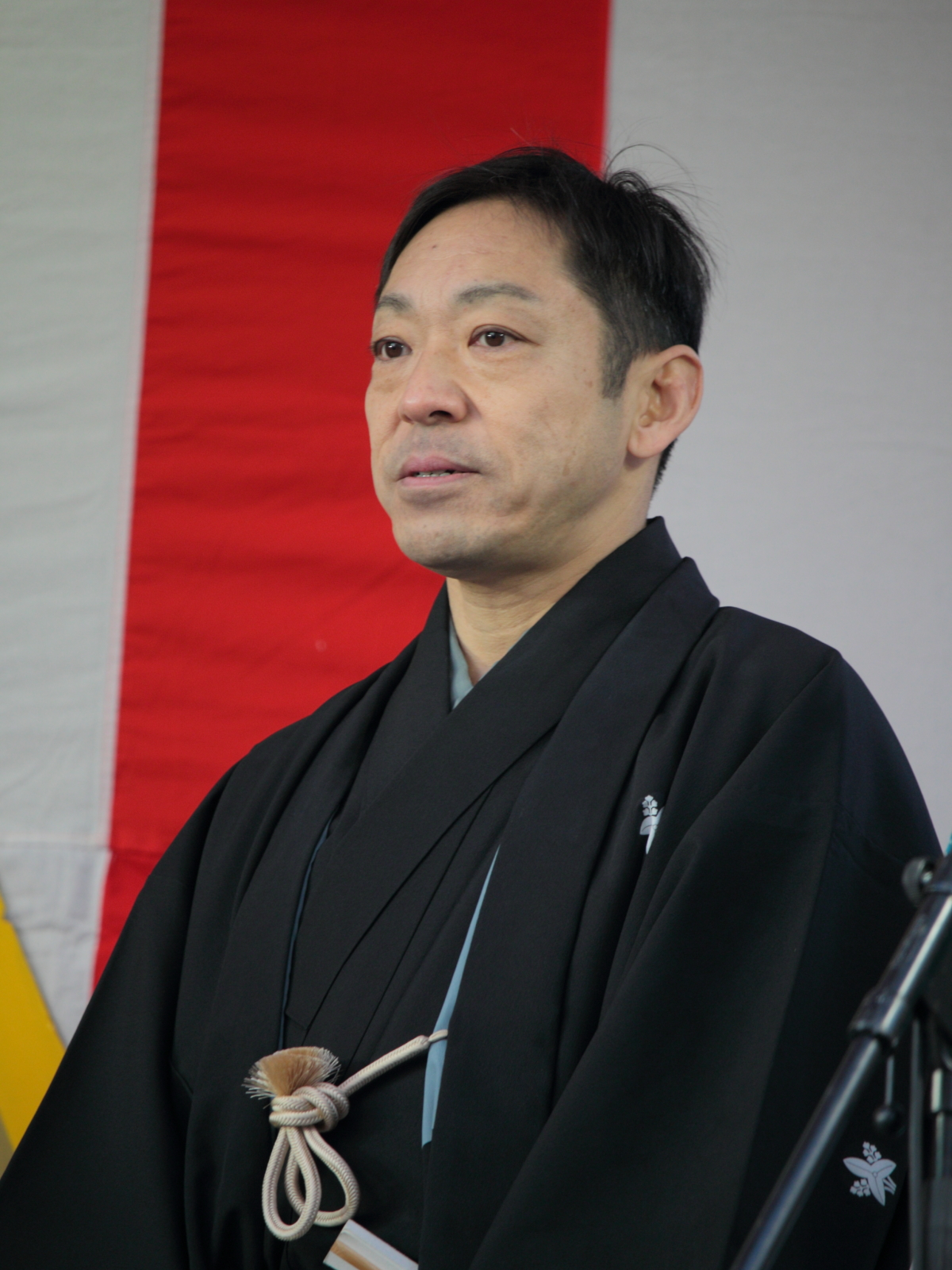
男優助演賞を受賞した香川照之

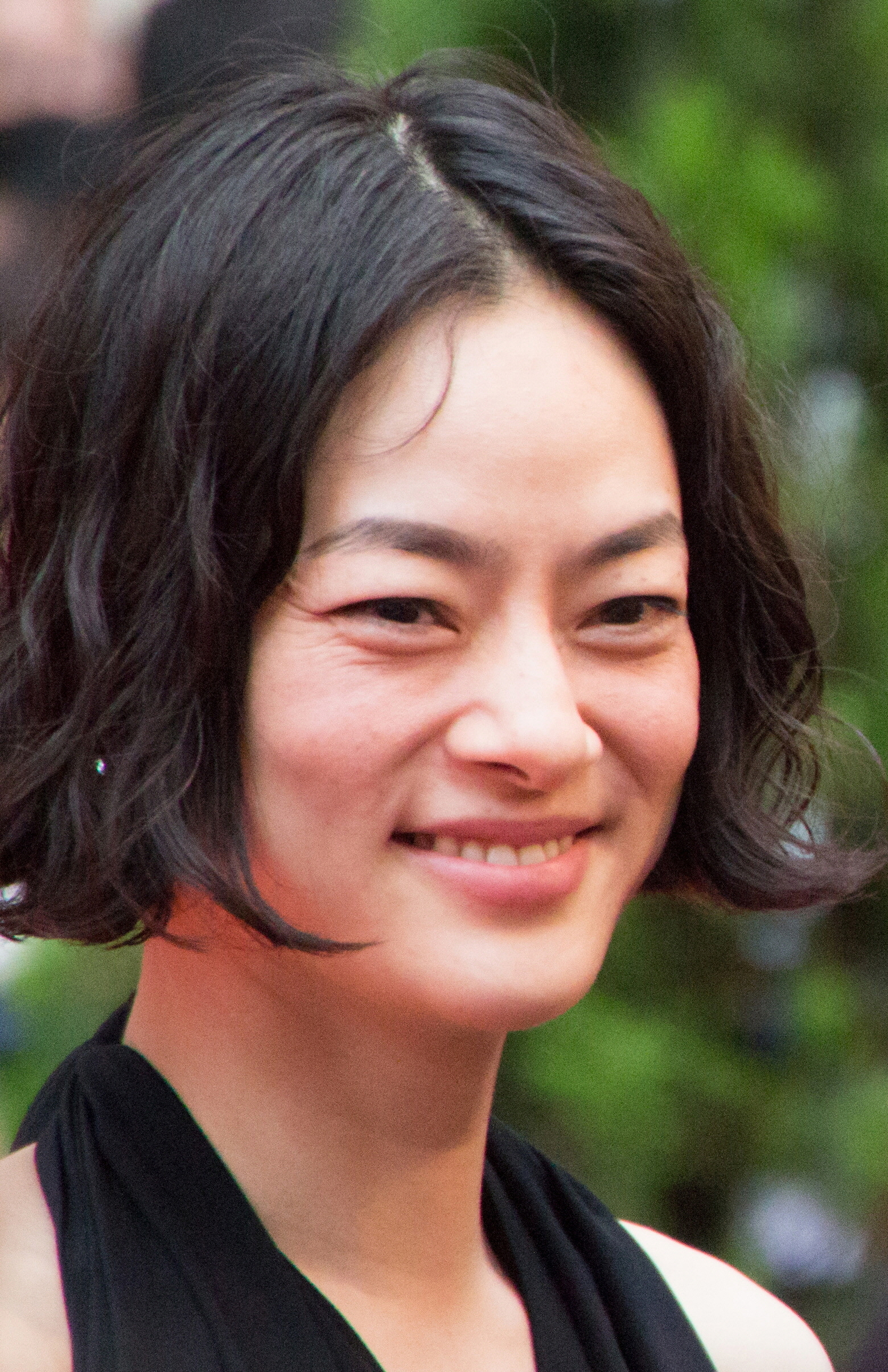
女優助演賞を受賞した市川実日子

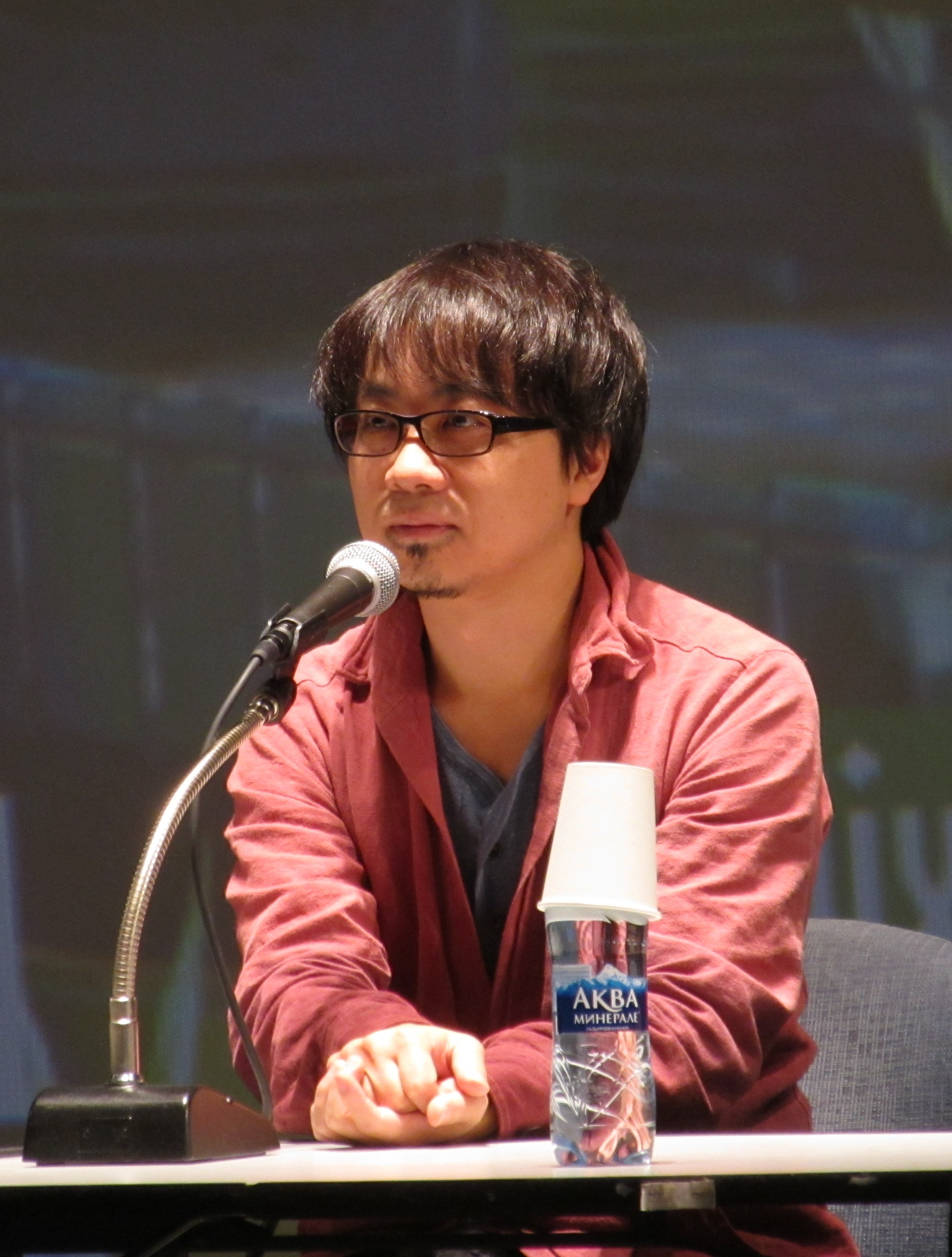
アニメーション映画賞を受賞した新海誠

第71回毎日映画コンクールの候補は2016年12月16日に発表された。。

### 結果
「作品」部門と、「俳優」「スタッフ」部門は映画評論家ら約70人の投票で1次選考し、得票上位が2次選考に進んだ。「アニメーション」「ドキュメンタリー」部門は作品を公募し、討議による1次選考で2次選考候補作を選出した。2次選考はいずれも討議で決定するが、外国映画ベストワン賞は1次選考委員による再投票で決定する。
受賞者は各項目最上段に太字でダブルダガー () 付きのものである。
また、日本映画優秀賞と大藤信郎賞には太字でダガー()を付けている。
| 日本映画大賞・日本映画優秀賞 - 『シン・ゴジラ』 - 庵野秀明、樋口真嗣、尾上克郎、山内章弘、佐藤善宏、澁澤匡哉、和田倉和利 - 『この世界の片隅に』 - 片渕須直、 丸山正雄、 真木太郎 - 『怒り』 - 李相日、市川南 - 『淵に立つ』 - 深田晃司、福嶋更一郎、大山義人、新村裕、澤田正道 - 『64（ロクヨン）』 - 瀬々敬久 | 外国映画ベストワン賞 - 『ハドソン川の奇跡』 - クリント・イーストウッド、フランク・マーシャル、キップ・ネルソン、ブルース・バーマン、ティム・ムーア、アリン・スチュワート - 『サウルの息子』 - ネメシュ・ラースロー、シポシュ・ガーボル、ライナ・ガーボル - 『山河ノスタルジア』 - ジャ・ジャンクー - 『スポットライト 世紀のスクープ』 - トム・マッカーシー、ジェフ・スコール、スティーヴ・ゴリン他 - 『ブリッジ・オブ・スパイ』 - スティーヴン・スピルバーグ、ジェフ・スコール、マーク・プラット他 - 『ルーム』 - レニー・エイブラハムソン、アンドリュー・ロウ、デヴィッド・グロス他 |
| 男優主演賞 - 本木雅弘 - 『永い言い訳』 - 衣笠幸夫（津村啓）役 - 浅野忠信 - 『淵に立つ』 - 八坂草太郎役 - 佐藤浩市 - 『64（ロクヨン）』 -三上義信役 - 松山ケンイチ - 『聖の青春』 - 村山聖役 - 三浦友和 - 『葛城事件』 - 葛城清役 - 柳楽優弥 - 『ディストラクション・ベイビーズ』 -芦原泰良役                   | 女優主演賞 - 筒井真理子 - 『淵に立つ』 - 鈴岡章江役 - 蒼井優 - 『オーバー・フェンス』 - 田村聡役 - 大竹しのぶ - 『後妻業の女』 - 武内小夜子役 - 黒木華 - 『リップヴァンウィンクルの花嫁』 - 皆川七海役 - のん - 『この世界の片隅に』 - 北條すず役 - 宮沢りえ - 『湯を沸かすほどの熱い愛』 - 幸野双葉役 |
| 男優助演賞 - 香川照之 - 『クリーピー 偽りの隣人』 - 西野雅之役 - 菅田将暉 - 『ディストラクション・ベイビーズ』 - 北原裕也役 - 竹原ピストル - 『永い言い訳』 - 大宮陽一役 - 妻夫木聡 - 『怒り』 - 藤田優馬役 - 永瀬正敏 - 『64（ロクヨン）』 - 雨宮芳男役 - 東出昌大 - 『聖の青春』 - 羽生善治役                | 女優助演賞 - 市川実日子 - 『シン・ゴジラ』 - 尾頭ヒロミ役 - 樹木希林 - 『海よりもまだ深く』 - 篠田淑子役 - 杉咲花 - 『湯を沸かすほどの熱い愛』 - 幸野安澄役 - 筒井真理子 - 『淵に立つ』 - 鈴岡章江役 - 宮崎あおい - 『怒り』 - 槙愛子役 |
| スポニチグランプリ新人賞（男性） - 毎熊克哉 - 『ケンとカズ』 - カズ役 - 佐久本宝 - 『怒り』 - 知念辰哉役 - 重岡大毅 - 『溺れるナイフ』 - 大友勝利役 - 竹内涼真 - 『青空エール』 - 山田大介役 - 真剣佑 - 『ちはやふる』 - 綿谷新役 - 若葉竜也 - 『葛城事件』 - 葛城稔役                                         | スポニチグランプリ新人賞（女性） - 中条あやみ - 『セトウツミ』 - 樫村一期役 - 伊東蒼 - 『湯を沸かすほどの熱い愛』 - 片瀬鮎子役 - 杉咲花 - 『湯を沸かすほどの熱い愛』 - 幸野安澄役 - 高畑充希 - 『アズミ・ハルコは行方不明』 - 木南愛菜役 - 松岡茉優 - 『ちはやふる』 - 若宮詩暢役 |
| 田中絹代賞 - 松原智恵子 - 樹木希林 - 寺島しのぶ - 藤山直美 - 風吹ジュン - 小泉今日子 - 宮沢りえ | 監督賞 - 西川美和 - 『永い言い訳』 - 庵野秀明 - 『シン・ゴジラ』 - 片渕須直 - 『この世界の片隅に』 - 黒沢清 - 『クリーピー 偽りの隣人』 - 瀬々敬久 - 『64（ロクヨン）』 - 深田晃司 - 『淵に立つ』 - 李相日 - 『怒り』 |
| 脚本賞 - 向井康介 - 『聖の青春』 - 庵野秀明 - 『シン・ゴジラ』 - 高田亮 - 『オーバー・フェンス』 - 中野量太 - 『湯を沸かすほどの熱い愛』 - 西川美和 - 『永い言い訳』 - 深田晃司 - 『淵に立つ』 | 撮影賞 - 斉藤幸一 - 『64（ロクヨン）』 - 芦澤明子 - 『クリーピー 偽りの隣人』 - 笠松則通 - 『怒り』 - 近藤龍人 - 『オーバー・フェンス』 - 柴主高秀 - 『溺れるナイフ』 - 山崎裕 - 『永い言い訳』 - 山田康介 - 『シン・ゴジラ』 |
| 美術賞 - 林田裕至・佐久嶋依里 - 『シン・ゴジラ』 - 安宅紀史 - 『クリーピー 偽りの隣人』 - 磯見俊裕 - 『64（ロクヨン）』 - 都築雄二 - 『怒り』 - 新田隆之 - 『殿、利息でござる!』 | 音楽賞 - コトリンゴ - 『この世界の片隅に』 - 伊福部昭、鷺巣詩郎 - 『シン・ゴジラ』 - 坂本龍一 - 『怒り』 - 半野喜弘 - 『聖の青春』 - 向井秀徳 - 『ディストラクション・ベイビーズ』 - RADWIMPS - 『君の名は。』 |
| 録音賞 - 白取貢 - 『聖の青春』 - 島津未来介 - 『クリーピー 偽りの隣人』 - 白取貢 - 『怒り』 - 高田伸也 - 『64（ロクヨン）』 - 中村淳 - 『シン・ゴジラ』 - 西條博介 - 『セトウツミ』 - 吉田憲義 - 『オーバー・フェンス』                                                                                        | ドキュメンタリー映画賞 - 『桜の樹の下』 - 『飯舘村の母ちゃんたち 土とともに』 - 『いのちのかたち－画家・絵本作家いせひでこ－』 - 『FAKE』 - 『ヘンリ・ミトワ 禅と骨』 - 『LISTEN』 - 『わたしの自由について～SEALDs 2015～』 |
| アニメーション映画賞・大藤信郎賞 長編 - 『君の名は。』 ;アニメーション映画賞 - 『この世界の片隅に』 ;大藤信郎賞 - 『聲の形』 - 『映画ドラえもん 新・のび太の日本誕生』 - 『GANTZ：O』 - 『ルドルフとイッパイアッテナ』 - 『レッドタートル ある島の物語』                                                       | 短編 - - 『I CAN SEE YOU』 - 『愛のかかと』 - 『あたしだけをみて』 - 『オチビサン』 - 『おもかげたゆた』 - 『oldman youngman』 - 『Kanon』 - 『サティの「パラード」』 - 『SOLITARIUM』 - 『夏のゲロは冬の肴』 - 『夏の女神の口の中』 - 『puddle』 - 『FEED』 |

### TSUTAYA×Filmarks映画ファン賞
日本映画部門
- 『君の名は。』 – 新海誠、古澤佳寛、川村元気、武井克弘、伊藤耕一郎

外国映画部門
- 『ズートピア』 - リッチ・ムーア、フバイロン・ハワード、ジョン・ラセター、ジャレド・ブッシュ、フィル・ジョンストン

### 特別賞
- 島村達雄（「白組」社長）

### 複数の部門での候補及び受賞作品
| ノミネート | 映画                               |
| ---------- | ---------------------------------- |
| 9          | 『怒り』                           |
| 7          | 『シン・ゴジラ』                   |
| 7          | 『64（ロクヨン）』                 |
| 6          | 『淵に立つ』                       |
| 5          | 『この世界の片隅に』               |
| 5          | 『永い言い訳』                     |
| 5          | 『クリーピー 偽りの隣人』          |
| 5          | 『湯を沸かすほどの熱い愛』         |
| 5          | 『聖の青春』                       |
| 4          | 『オーバー・フェンス』             |
| 3          | 『君の名は。』                     |
| 2          | 『葛城事件』                       |
| 2          | 『溺れるナイフ』                   |
| 2          | 『ちはやふる』                     |
| 2          | 『セトウツミ』                     |
| 2          | 『ディストラクション・ベイビーズ』 |
| 2          | 『オーバー・フェンス』             |

| 受賞数 | 作品                 |
| ------ | -------------------- |
| 3      | 『この世界の片隅に』 |
| 3      | 『シン・ゴジラ』     |
| 2      | 『君の名は。』       |
| 2      | 『聖の青春』         |
| 2      | 『永い言い訳』       |

## 審査員(選考委員)
一次選考委員
相田冬二、秋本鉄次、秋山登、明智惠子、石坂健治、石飛徳樹、イソガイマサト、稲垣都々世、宇田川幸洋、内海陽子、浦崎浩實、
襟川クロ、大高宏雄、大竹洋子、岡田秀則、尾形敏朗、岡本耕治、奥村賢、鬼塚大輔、小野耕世、小野民樹、恩田泰子、賀来タクト、
柏原寛司、金澤誠、川口敦子、きさらぎ尚、北川れい子、北小路隆志、木全公彦、金原由佳、黒田邦雄、桑名忠之、古賀重樹、小菅昭彦、
小西均、小藤田千栄子、斎藤敦子、佐藤雅昭、塩田時敏、鈴木元、関口裕子、高橋諭治、立花珠樹、立田敦子、田中千世子、谷川建司、
出口丈人、土屋好生、寺脇研、轟夕起夫、中川洋吉、中山治美、西脇英夫、野島孝一、野村正昭、萩尾瞳、馬場広信、春岡勇二、樋口尚文、
平山允、福永聖二、細谷美香、松島利行、松本隆司、三留まゆみ、宮澤誠一、宮田武雄、ミルクマン斉藤、村川英、村山匡一郎、森直人、
森下朗義、矢田部吉彦、柳下毅一郎、山根貞男、渡辺祥子、渡辺浩、渡部実、勝田友巳、木村光則、鈴木隆
二次選考委員
<作品部門>
- 江波杏子(女優)
- 佐伯知紀(映画映像研究者)
- 佐藤忠男(映画評論家)
- 根岸岸太郎(映画監督)
- 矢田部吉彦(東京国際映画祭プログラミングディレクター)

以上5名
<俳優部門>
- 明智惠子(キネマ旬報元編集長)
- 緒方明(映画監督)
- 川口敦子(映画評論家)
- 金原由佳(映画ジャーナリスト)
- 佐藤雅昭(スポーツニッポン編集委員)
- 野島孝一(映画ジャーナリスト)
- 村山匡一郎(映画評論家)

以上7名
<スタッフ部門>
- 襟川クロ(映画パーソナリティー)
- 乙竹恭慶(美術監督)
- 賀来タクト(映画文筆家)
- 掛尾良夫(城西国際大教授)
- 白鳥あかね(スクリプター)
- 戸田桂太(撮影監督)
- 野村正昭(映画評論家)
- 橋本泰夫(録音監督)
- 松島利行(映画評論家)
- 山田耕大(脚本家)
- 若松節朗(映画監督)

以上11名
<ドキュメンタリー部門>
- 梯久美子(ノンフィクションライター)
- 北小路隆志(映画評論家)
- 熊谷博子(映画監督)
- 塩田時敏(映画評論家)
- 森直人(映画批評)

＝一次選考委員(萩野亮、渡辺勝之、木村光則)
以上5名
<アニメーション部門>
- 伊藤有壱(東京芸術大教授、アニメクリエイター)
- 川井久恵(アニメージュ編集長)
- 木船園子(東京工芸大教授)
- 黒坂圭太(武蔵野美術大教授、アニメクリエーター)
- 氷川竜介(アニメ評論家)

＝一次選考委員(原口正宏、藤津亮太、木村光則)
以上5名